# General Electric GE4
El General Electric GE4 és un motor turboreactor per a aviació civil desenvolupat per GE Aircraft Engines a partir del motor militar YJ93. Fou concebut com a planta motriu per al transport supersònic Boeing 2707. El GE4 era un turboreactor de nou etapes, un sol eix i flux axial basat principalment en el General Electric YJ93, el motor que impulsava el bombarder North American XB-70. El GE4 era el motor més potent del seu temps, amb un empenyiment de 220 kN en sec i 290 kN amb postcremador. La cancel·lació del Boeing 2707 el 1971 feu que també s'abandonés el GE4.